# Matthias Deckers
Matthias Deckers (* 16. September 1802 in Deutz; † 30. Juni 1875 in Eschweiler; auch Mathias Deckers geschrieben) war ein deutscher römisch-katholischer Pfarrer. Der Dechant war Gründer einer Rektoratsschule und eines Hospitals in Eschweiler.

## Leben
Matthias Deckers empfing am 14. April 1830 die Priesterweihe, am 1. September 1840 wurde er zum Pfarrer von Eschweiler ernannt. Seit dem 29. April 1853 war er Landdechant und Schulinspektor für die Pfarreien im Dekanat Eschweiler. In seine Amtszeit fallen unter anderem 1869 die Gründung des Kirchenbauvereins auf Pumpe-Stich und der Umbau des dortigen, stillgelegten „Friedrich-Wilhelm-Schachts“ der Grube Centrum des EBV zur Kirche sowie die Benediktion des Mariadorfer Gotteshauses zur „Unbefleckten Empfängnis Mariä“. Seine Zeit war vom industriellen Aufschwung des Raums Eschweiler (Inderevier) geprägt und von Kirchenneubauten wegen der rasch steigenden Einwohnerzahl. So wurde auch 1845 die 1843 erbaute Röher Kirche konsekriert und zur Pfarrkirche erhoben, 1900 die Bergrather Kirche, 1908 die Röthgener Kirche.
Im März 1848, als Deckers die Rektoratsschule und das Krankenhaus gründete, brachen Revolutionswirren aus und eine Eschweiler Bürgerwehr wurde gegründet, die auf der Dürwißer Chaussee auf ein Bataillon des Infanterieregiments 34 aus Aachen stieß.
Nach seinem Tod bleibt die Pfarrstelle mehrere Jahre infolge des Kulturkampfes in Preußen  unbesetzt und wird von Kaplan Leopold Neuhöfer verwaltet.
Mitte der 1930er Jahre wurde die westlich der Eschweiler Burg verlaufende Straße ihm zu Ehren Dechant-Deckers-Straße benannt.

## Gründung von Schulen

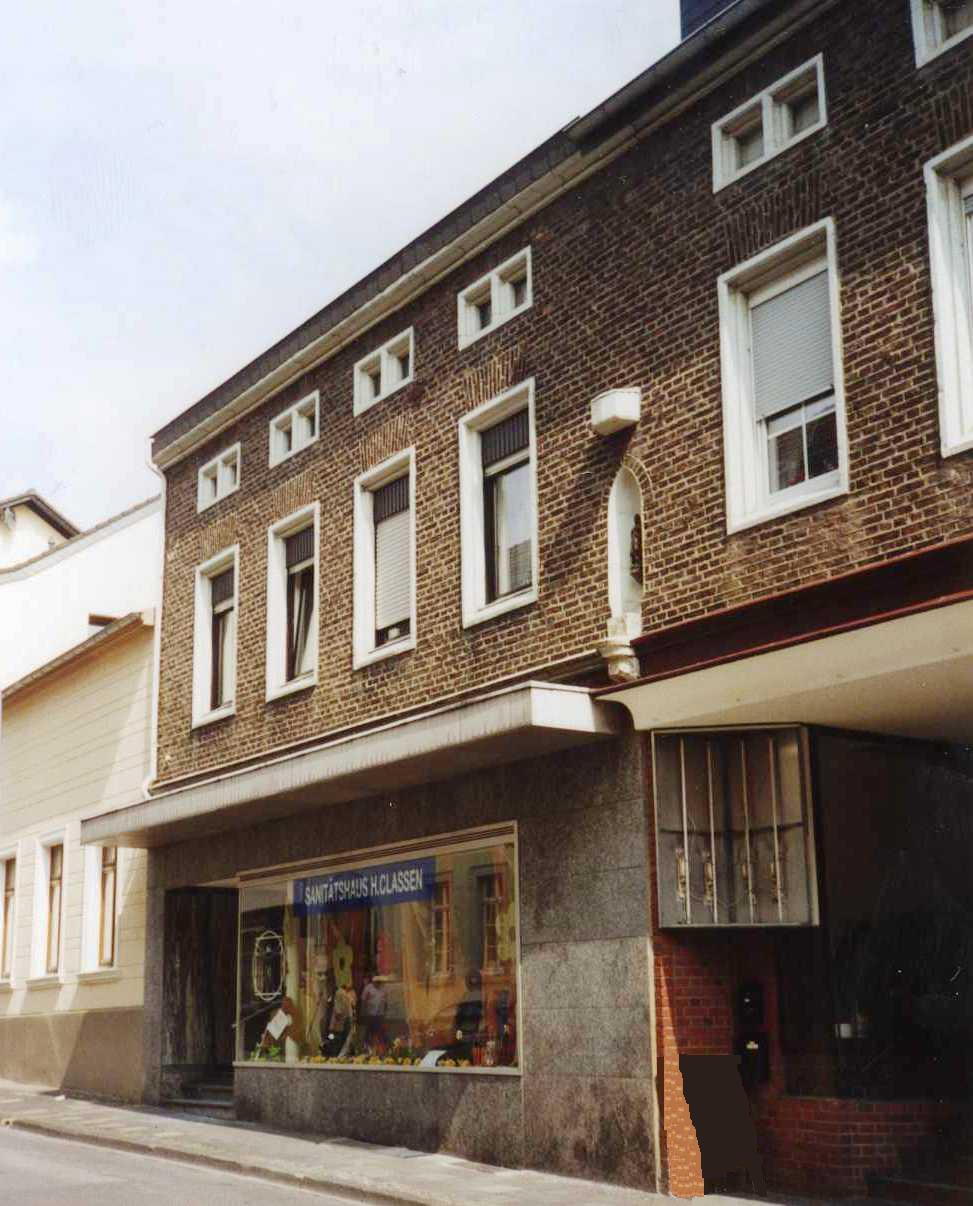
Grabenstraße 11 (2006)

1848 gründete Dechant Deckers eine Rektoratsschule für Jungen in Eschweiler, welche er Privatschule Eschweiler Bürger mit vorwiegend kirchlicher Beihilfe und vorwiegend kirchlicher Leitung nannte. Der Gemeinderat zeigte hingegen eine eher abwartende und teilweise ablehnende Haltung. Es war die erste Rektoratsschule im Landkreis Aachen. Der Unterricht begann am 8. März 1848. Deckers war auch der Schulinspektor.
Die Schule wurde durch Schulgeld und Spenden finanziert und befand sich zuerst in zwei Räumen im angemieteten „Reuleaux'schen Haus“, einem Wohnhaus Grabenstraße 11. In den ersten Jahren reichen die Räume für eine Schülerzahl von 40 bis 45 Jungen.
1853 folgte die Anerkennung als Höhere Rektoratsschule durch die preußische Verwaltung, und 1858 übernahm Eschweiler, das gerade die preußischen Stadtrechte erhalten hatte, die Schule als Schulträger und mietete in der kurz zuvor von der Pfarrgemeinde erworbenen Burg ein Nebengebäude für 12 Jahre für die Rektoratsschule an. 1862 (in anderen Quellen 1879) wurde die Schule in ein Progymnasium umgewandelt, das älteste des Kreises Aachen und einzige im 19. Jahrhundert. Leiter war Rektor Peter Joseph Liesen. 1905 war die Schule Vollgymnasium (heute: Städtisches Gymnasium Eschweiler), und das erste Abitur wurde abgelegt, ebenfalls das erste im Kreis Aachen.
1870 wurde eine katholische Höhere Töchterschule unter Leitung von Dechant Deckers gegründet. Sie zieht 1872 in den Kirschenhof, und 1873 übernahmen die Schwestern vom armen Kinde Jesus die Leitung.

## Gründung des Hospitals
Von 1821 bis 1840 war Anton Ackermann Pfarrer von St. Peter und Paul. Sein Nachfolger wurde Matthias Deckers. 1846 wurde das „Kappertz’sche Haus“ Hauptstraße 324 (heute: Dürener Straße 93, später wegen Straßenerweiterung abgerissen) im Wesentlichen aus Ackermanns Nachlass erworben und am 12. März 1848 der Kirchengemeinde zum Zweck eines Hospitals mitsamt einer Dotation von 1.650 Talern vererbt. Anton Ackermann zu Ehren heißt es St.-Antonius-Hospital. Nach der Erteilung der Krankenhauskonzession wurde Dechant Deckers 1853 Vorsitzender der Verwaltungskommission. In der Zeit bis zu seinem Tod wurde ein Plan für einen Neubau erstellt, die Eschweiler Burg zu diesem Zweck angekauft, ein Gestellungsvertrag mit den „Armen-Schwestern vom heiligen Franziskus“ geschlossen sowie das Hospital umgebaut und erweitert.